# Wywiad środowiskowy
Wywiad środowiskowy również  rodzinny wywiad środowiskowy – rozmowa przeprowadzana u osób i rodzin, które korzystają z pomocy społecznej lub starają się o nią, aby ocenić ich indywidualną, rodzinną, finansową i majątkową sytuację. Wywiad środowiskowy wykorzystywany jest przy udzielaniu pomocy społecznej.  
Wywiad środowiskowy rodziny jest również przeprowadzany w następujących przypadkach:
- osoba składająca wniosek o świadczenie pielęgnacyjne lub osoba pobierająca to świadczenie podlega weryfikacji w związku z wątpliwościami dotyczącymi niepodjęcia lub rezygnacji z pracy zarobkowej oraz faktycznego sprawowania opieki nad osobą, na którą skierowane jest to świadczenie[1].

- osoba starająca się o specjalny zasiłek opiekuńczy lub osoba pobierająca ten zasiłek jest poddawana weryfikacji w celu potwierdzenia warunków niepodjęcia lub rezygnacji z pracy zarobkowej oraz rzeczywistego udzielania opieki osobie, na którą zasiłek opiekuńczy jest skierowany[1].
- osoba składająca wniosek o świadczenie wychowawcze lub osoba pobierająca to świadczenie jest poddawana weryfikacji w związku z wątpliwościami dotyczącymi opieki nad dzieckiem, niewłaściwego wykorzystania świadczenia wychowawczego lub marnotrawienia tych środków[1].
- osoba starająca się o rodzinny kapitał opiekuńczy lub osoba pobierająca ten kapitał jest poddawana weryfikacji w związku z wątpliwościami dotyczącymi opieki nad dzieckiem[1].

Zasady przeprowadzania wywiadu reguluje Kodeks postępowania karnego, Kodeks postępowania cywilnego, Kodeks rodzinny i opiekuńczy oraz rozporządzenie Ministra Pracy i Polityki Społecznej z dnia 8 czerwca 2012 roku.

## Wywiad środowiskowy w kodeksie karnym
Wywiad środowiskowy ma też duże znaczenie w postępowaniu karnym, gdy informacje uzyskane w jego ramach mogą stanowić istotny dowód procesowy. Przeprowadzenie wywiadu środowiskowego może zostać zarządzone przez sąd lub prokuratora w postępowaniu przygotowawczym. Przeprowadzenie wywiadu należy do zadań kuratora sądowego lub innego podmiotu uprawnionego na podstawie odrębnych przepisów, a w szczególnie uzasadnionych wypadkach do policji.